# Батраков Олексій Андрійович
Олексій Андрійович Батраков (рос. Алексей Андреевич Батраков, нар. 9 червня 2005, Орєхово-Зуєво, Росія) — російський футболіст, атакувальний півзахисник московського «Локомотива» та національної збірної Росії.

## Ігрова кар'єра

### Клубна
Олексій Батраков є вихованцем клубної академії московського «Локомотива», де він почав тренуватися з шестирічного віку. Пройшов через всі вікові категорії команд. У 2023 році став переможцем Російської молодіжної футбольної ліги. Влітку 2023 року почав залучатися до передсезонних зборів та спаррингів. Взимку Батраков продовжив чинний контракт з клубом до 2027 року.
31 березня 2024 року у грі чемпіонату країни проти «Краснодара» півзахисник дебютував у першій команді «Локомотива».
9 серпня 2025 року у матчі чемпіонату Росії проти «Спартака» Батраков відзначився першим в своїй кар'єрі хет-триком.

### Збірна
У вересні 2023 року Олексій Батраков провів одну гру в складі молодіжної збірної Росії проти однолітків з Узбекистану.
30 серпня 2024 року отримав перший виклик до національної збірної Росії. 15 листопада 2024 року у товариському матчі проти Брунею Батраков дебютував у національній збірній.

## Титули
Індивідуальні
- Кращий молодий футболіст РПЛ: 2024